# 노다촌 (오사카부 니시나리군)
노다촌(일본어: 野田村)은 일본 오사카부 니시나리군에 설치되었던 촌이다. 현재의 오사카시 후쿠시마구의 서부와 고노하나구의 일부에 해당한다.

## 역사
- 1889년 4월 1일 - 니시나리군 노다촌이 단독으로 정촌제를 시행하였다.
- 1897년 4월 1일 - 대부분이 오사카시에 편입되어 기타구 니시나리노타가 되었다. 나머지는 니시나리군 덴포촌에 편입되어 덴포촌 오아자 노다가 되었다.

## 참고문헌
- 帝国興信所編『帝国信用録 第10版 大正6年』帝国興信所、1917年。
- 『角川日本地名大辞典 27 大阪府』（角川書店、1983年） ISBN 978-4-04-001270-4